# Sweet Exorcist
| 전문가 평가              | 전문가 평가 |
| 평가 점수                | 평가 점수   |
| 출처                     | 점수        |
| ------------------------ | ----------- |
| AllMusic                 | [ 2 ]       |
| Christgau's Record Guide | C           |
| Rolling Stone            | unfavorable |

《Sweet Exorcist》는 1974년 5월에 발매된 미국의 음악가 커티스 메이필드의 다섯 번째 스튜디오 음반이다. 이 음반은 빌보드 200 차트에서 39위를 기록했으며, 톱 R&B/힙합 음반 차트에서도 2위를 차지했다.

## 배경
부다 레코드의 공동 창립자인 아트 카스는 1974년 4월 13일, 《캐시박스》에서 《Sweet Exorcist》를 발표했다. "시인이자 대변인이자 음악가인 커티스 메이필드는 흑인 음악이 미국 대중음악의 중심에 자리 잡는 데 기여했습니다. 《Sweet Exorcist》는 깊이 서정적인 음반인 동시에 그 리듬과 테마가 커티스만이 할 수 있는 우리 시대를 담아냈습니다."라고 아트 카스는 기자 회견에서 말했다.

## 커버 아트
빌 로널드가 디자인한 오리지널 바이닐 발매 커버는 인간의 해골 바다 한가운데에서 행성을 들고 있는 그리스 신과 같은 남성들의 모습을 보여준다. 《Sweet Exorcist》의 제목은 대문자로 눈에 띄게 표시되어 있다. 아래는 〈To Be Invisible〉의 첫 구절이다.

## 곡 목록
모든 곡들은 특별한 언급이 없는 한 커티스 메이필드에 의해 작사/작곡하였다.
| #  | 제목                       | 작사·작곡               | 재생 시간 |
| -- | -------------------------- | ----------------------- | --------- |
| 1. | 〈Ain't Got Time〉         |                         | 5:11      |
| 2. | 〈Sweet Exorcist〉         |                         | 3:53      |
| 3. | 〈To Be Invisible〉        |                         | 4:13      |
| 4. | 〈Power to the People〉    |                         | 3:29      |
| 5. | 〈Kung Fu〉                |                         | 6:12      |
| 6. | 〈Suffer〉                 | 메이필드, 도니 해서웨이 | 4:04      |
| 7. | 〈Make Me Believe in You〉 |                         | 5:28      |